# 萨尔特河畔瑞涅
萨尔特河畔瑞涅（法語：Juigné-sur-Sarthe，法語發音：[ʒɥiɲe syʁ saʁt]）是法国萨尔特省的一个市镇，属于拉弗莱什区。

## 地理
萨尔特河畔瑞涅（47°51'49"N, 0°17'14"W）面积20.66 平方千米，位于法国卢瓦尔河地区大区萨尔特省，该省份为法国西北部内陆省份，北起顺时针与奥恩省、厄尔-卢瓦省、卢瓦-谢尔省、安德尔-卢瓦尔省、曼恩-卢瓦尔省和马耶讷省接壤，是法国大西部的入口，连接卢瓦尔河谷、布列塔尼和巴黎盆地。
与萨尔特河畔瑞涅接壤的市镇（或旧市镇、城区）包括：欧韦尔勒阿蒙、索莱姆、韦格尔河畔阿涅尔、阿瓦斯、薩爾特河畔薩布萊。

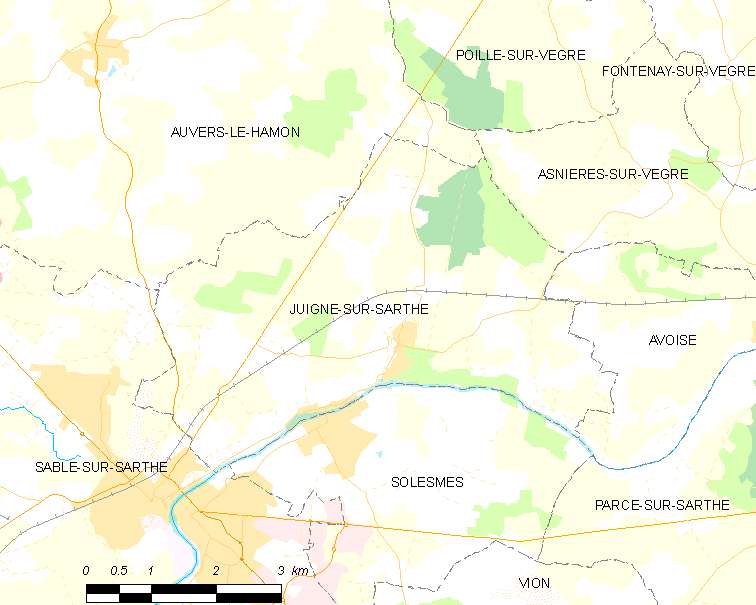
萨尔特河畔瑞涅的OSM定位图

萨尔特河畔瑞涅的时区为UTC+01:00、UTC+02:00（夏令时）。

## 行政
萨尔特河畔瑞涅的邮政编码为72300，INSEE市镇编码为72151。

## 政治
萨尔特河畔瑞涅所属的省级选区为萨尔特河畔萨布莱县。

## 人口

1962-2008年间萨尔特河畔瑞涅人口变化图示

萨尔特河畔瑞涅于2022年1月1日时的人口数量为1142人。